# Rezerwat przyrody Czerwona Wieś
Rezerwat przyrody Czerwona Wieś – leśny rezerwat przyrody położony w gminie Krzywiń, powiecie kościańskim (województwo wielkopolskie).
Powierzchnia: 3,81 ha (akt powołujący podawał 2,80 ha). Wokół rezerwatu utworzono otulinę o powierzchni 8,49 ha.
Rezerwat został utworzony w 1959 roku w celu ochrony skupiska jałowca pospolitego (Juniperus communis) rosnącego tu w okazałych formach razem z krzewami ligustru, berberysu i dzikiej róży. Obecnie za cel ochrony podaje się „zabezpieczenie niezakłóconego przebiegu procesów zachodzących w ekosystemach: leśnym i torfowiskowym”.

## Podstawa prawna
- Zarządzenie Ministra Leśnictwa i Przemysłu Drzewnego z 5.05.1959 r., Monitor Polski z 1959 r, Nr 51, Poz. 244
- Obwieszczenie Wojewody Wielkopolskiego z dn. 4.10.2001 r. w sprawie ogłoszenia wykazu rezerwatów przyrody utworzonych do dn. 31.12.1998 r.
- Zarządzenie Nr 24/11 Regionalnego Dyrektora Ochrony Środowiska w Poznaniu z dnia 9 czerwca 2011 r. w sprawie rezerwatu przyrody „Czerwona Wieś”